# Саломон I (король Арморики)
Саломо́н I (фр. Salomon Ier, брет. Salaün I; убит в 446) — легендарный или полулегендарный бретонский правитель. По одним данным — король Арморики, по другим — владетель Нанта. Традиционные даты правления — 434—446 годы.

## Биография
Большинство сведений о Саломоне I содержатся в трудах бретонских историков Позднего Средневековья, основными источниками для которых являлись более ранние сказания, в том числе, связанные с происхождением знатного французского рода Роганов. В окончательном виде свод рассказов о первых правителях Бретани был изложен в труде историка начала XVI века Алена Бушара.
Согласно данным Бушара и его последователей, Саломон I был сыном принца Урбиена и внуком первого правителя независимой Арморики Конана Мериадока. Долгое время считалось, что Саломон наследовал своему деду в 421 году и правил до 434 года, когда на престоле его сменил король Градлон Великий. Однако позднее было установлено, что Урбиен и Градлон — это одно и то же лицо. После этого Саломона I стали считать третьим правителем Арморики, датируя его правление 434—446 годами.
Вплоть до конца XIX века в работах историков преобладало некритическое отношение к сведениям, содержавшимся в трудах Алена Бухара. В них Саломон I был представлен правителем независимого королевства, союзного Западной Римской империи. Сообщалось, что Саломон был глубоко уважаем императором Валентинианом III и его матерью Галлой Плацидией, что он возобновил федератный договор с империей и что его женой была дочь римского патриция Флавия. В то же время Саломон отменил римский закон о продаже в рабство детей несостоятельных должников, которых до того тысячами выставляли на торги в порту Квентовик. Рассказывалось, что этот правитель Арморики вёл успешные войны с вестготами и аланами за контроль над бассейном Луары. Связанный близким родством со святым Патриком, Саломон I оказывал покровительство христианству, строил новые церкви, основывал монастыри и с почётом принял священную реликвию, главу апостола Матфея. Значительно снизив налоги с церквей, Саломон однако повысил налоговые сборы со всех своих подданных, надеясь с помощью этих средств содержать войско для отражения нападений внешних врагов. Это вызвало мятеж среди армориканцев, и в 446 году Саломон I был убит своими подстрекаемыми вестготами подданными у алтаря одной из церквей. Местом его смерти называют или Нант, или селение Ле-Мартир около Ландерно. Предания сообщают, что Саломон был отцом трёх сыновей и одной дочери: Алдриена, унаследовавшего после смерти отца его бретонские владения, короля Британии Константина, святого Кеби и Риенегильды, матери святого Ильтуда.
Только в конце XIX века французский историк Артюр де Ла Бордери установил, что сведения о Конане Мериадоке и его ближайших преемниках имеют частью легендарный, частью литературный характер и очень мало соответствуют историческим реалиям IV—VII веков.
В некоторых районах Бретани Саломон I почитался в лике мученика (день памяти — 25 июля), однако, вероятно, он был причислен к христианским святым из-за его ошибочной идентификации с другим одноимённым ему правителем Бретани, королём Саломоном III.